# Hemidactylus agrius
Hemidactylus agrius es una especie de gecos de la familia Gekkonidae.

## Distribución geográfica
Es endémica del noreste de Brasil.